# Елена Пантурої
Елена Андреаа Пантурої (нар. 24 лютого 1995, Кимпулунг) — румунська атлетка, яка спеціалізується в потрійному стрибку. Елена брала участь у чемпіонаті світу з легкої атлетики 2015, який проходив в Пекіні, проте їй не вдалось закваліфікуватись до фіналу. Деколи Пантурої також конкурує у стрибках у довжину та комбінованих стрибках.
Її особистий рекорд в потрійному стрибку становить: 14.33 м на відкритому повітрі (+1.0 m/s, Пітесті 2016) та 14.33 м в приміщенні (Бухарест 2017).

## Змагання
| Рік            | Змагання                                              | Місце проведення змагань   | Місце          | Дисципліна        | Довжина        |
| Збірна Румунія | Збірна Румунія                                        | Збірна Румунія             | Збірна Румунія | Збірна Румунія    | Збірна Румунія |
| -------------- | ----------------------------------------------------- | -------------------------- | -------------- | ----------------- | -------------- |
| 2011           | Чемпіонат світу з легкої атлетики серед юніорів       | Лілль, Франція             | 24             | потрійний стрибок | 12.19 м        |
| 2013           | Чемпіонат Європи з легкої атлетики серед юніорів 2013 | Рієті, Італія              | 2              | потрійний стрибок | 13.36 м        |
| 2014           | Чемпіонат світу з легкої атлетики серед юніорів       | Юджин, США                 | 5              | потрійний стрибок | 13.73 м        |
| 2015           | Чемпіонат Європи з легкої атлетики в приміщенні       | Прага, Чехія               | 17             | потрійний стрибок | 13.59 м        |
| 2015           | Чемпіонат Європи з легкої атлети серед юніорів        | Таллін, Естонія            | 19             | стрибки у довжину | 6.04 м         |
| 2015           | Чемпіонат Європи з легкої атлети серед юніорів        | Таллін, Естонія            | 2              | потрійний стрибок | 14.13 м        |
| 2015           | Чемпіонат світу                                       | Пекін, Китай               | 18             | потрійний стрибок | 13.58 м        |
| 2016           | Чемпіонат світу з легкої атлетики в приміщенні        | Портланд, США              | 5              | потрійний стрибок | 14.11 м        |
| 2016           | Чемпіонат Європи з легкої атлетики                    | Амстердам, Нідерланди      | 16             | потрійний стрибок | 13.63 м        |
| 2016           | Літні Олімпійські ігри                                | Ріо-де-Жанейро, Бразилія   | 16             | потрійний стрибок | 14.00 м        |
| 2017           | Чемпіонат Європи з легкої атлетики в приміщенні       | Белград, Сербія            | 11             | потрійний стрибок | 13.84 м        |
| 2017           | Чемпіонат Європи з легкої атлетики серед юніорів      | Таллін, Естонія            | 25             | стрибки у довжину | 5.98 м         |
| 2017           | Чемпіонат Європи з легкої атлетики серед юніорів      | Таллін, Естонія            | 1              | потрійний стрибок | 14.27 м        |
| 2017           | Чемпіонат світу                                       | Лондон, Велика Британія    | 14             | потрійний стрибок | 14.02 м        |
| 2018           | Чемпіонат світу з легкої атлетики у приміщенні        | Бірмінгем, Велика Британія | 4              | потрійний стрибок | 14.33 м        |
| 2018           | Чемпіонат Європи з легкої атлетики                    | Берлін, Німеччина          | 4              | потрійний стрибок | 14.38 м        |